# Billboard Argentina
Billboard Argentina es una marca argentina de medios de entretenimiento propiedad de Sociedad de Editores ABC1. Pública piezas que involucran entrevistas, análisis de tendencias de la industria, reseñas de shows y lanzamientos, noticias, videos, opinión, eventos, estilo Billboard, Argentina Hot 100, que fue lanzado en octubre de 2018. Billboard Argentina fue fundada en 2013.